# Symphoriankirche (Freiburg-Tiengen)

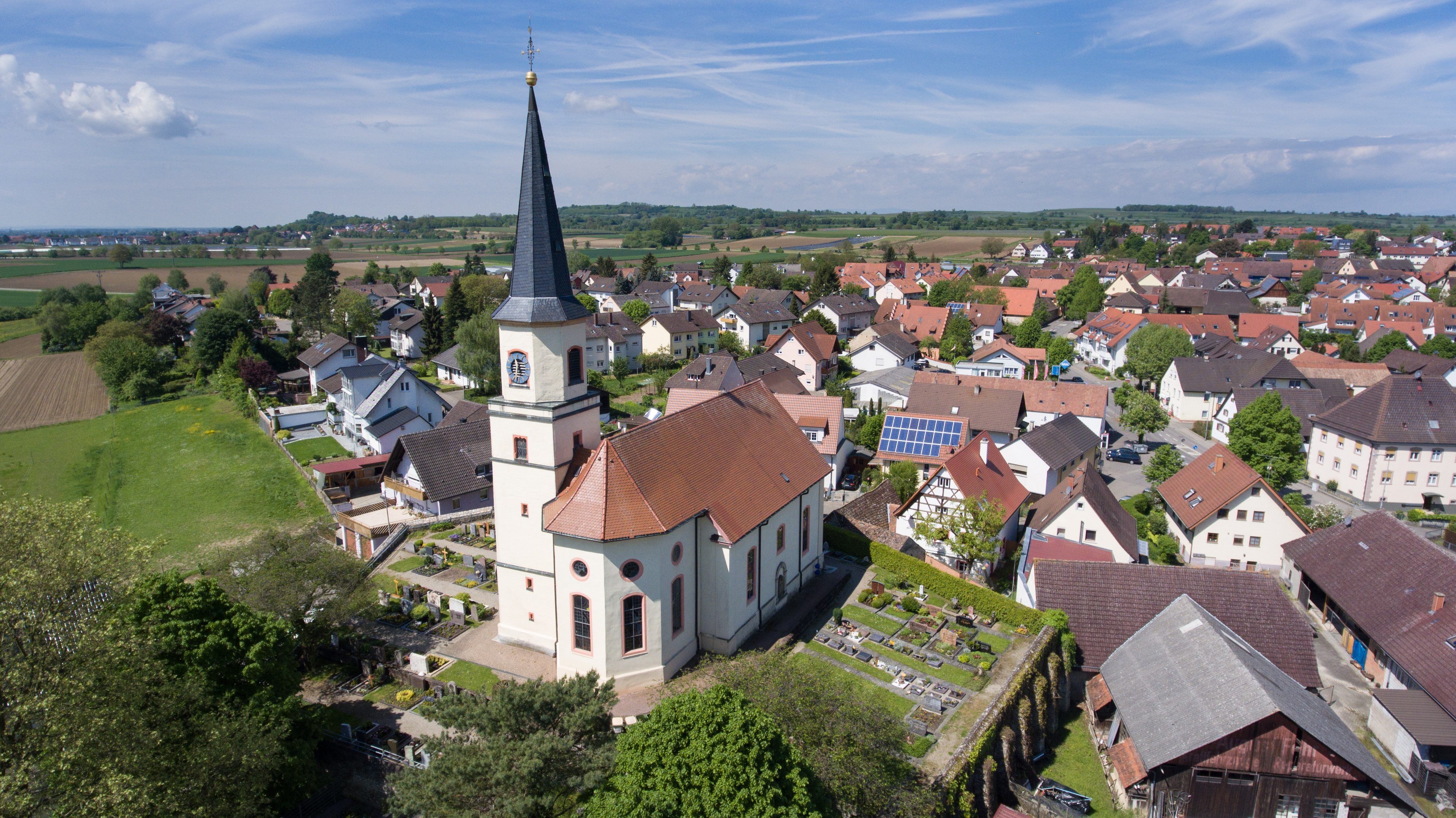
Die Symphoriankirche in Tiengen

Die Symphphoriankirche ist die evangelische Kirche im Stadtteil Tiengen der Stadt Freiburg im Breisgau. Sie ist eine der beiden Kirchen der Pfarrgemeinde Tuniberg im Dekanat Freiburg-Stadt der Evangelischen Landeskirche in Baden. Sie liegt am östlichen Ortseingang des Wein- und Spargeldorfes Tiengen und ist vom Ortsfriedhof umgeben.

## Geschichte
Im Jahr 888 wurde der Ort Tiengen in einer Schenkungsurkunde des Klosters St. Gallen erwähnt. Schon 890 wird eine erste Kirche vermutet, urkundlich belegt ist eine Symphoriankirche im Jahr 1275. Der Kirchenpatron St. Symphorianus ist ein vor allem in Frankreich verehrter christlicher Märtyrer, der im 2. Jahrhundert in Autun (Frankreich) gelebt haben soll.
Nachdem Tiengen als Teil der Markgrafschaft Baden-Durlach 1556 evangelisch geworden war, wurde 1576 eine neue Kirche errichtet. Der seltene Name des Kirchenpatrons wurde beibehalten. Zu Beginn des 18. Jahrhunderts wurde die Kirche im Zuge von Plünderungen durch französische Truppen schwer beschädigt. 1749–1751 kam es dann zu einem Neubau, wobei der Chor und der untere Teil des Turms von der Vorgängerkirche einbezogen wurden. Baumeister war Anton Schrotz aus Emmendingen, der 1779 auch das Pfarrhaus fertigstellte.
1884 wurde die Zwiebelhaube durch den heute vorhandenen Spitzhelm ersetzt. In den 1880er Jahren wurde auch der Innenraum neu gestaltet. Bei einer erneuten Umgestaltung des Kircheninnern in den Jahren 1973 bis 1975 wurde die Empore im Chorraum hinter dem Altar, auf der sich die Orgel und die Kanzel befanden, entfernt und die Orgel ebenerdig neu aufgestellt. Bei dieser Gelegenheit wurden im Chor auch neue, farbig gestaltete Fenster eingesetzt; allerdings wird das mittlere Fenster durch die historische Orgel verdeckt.

## Beschreibung

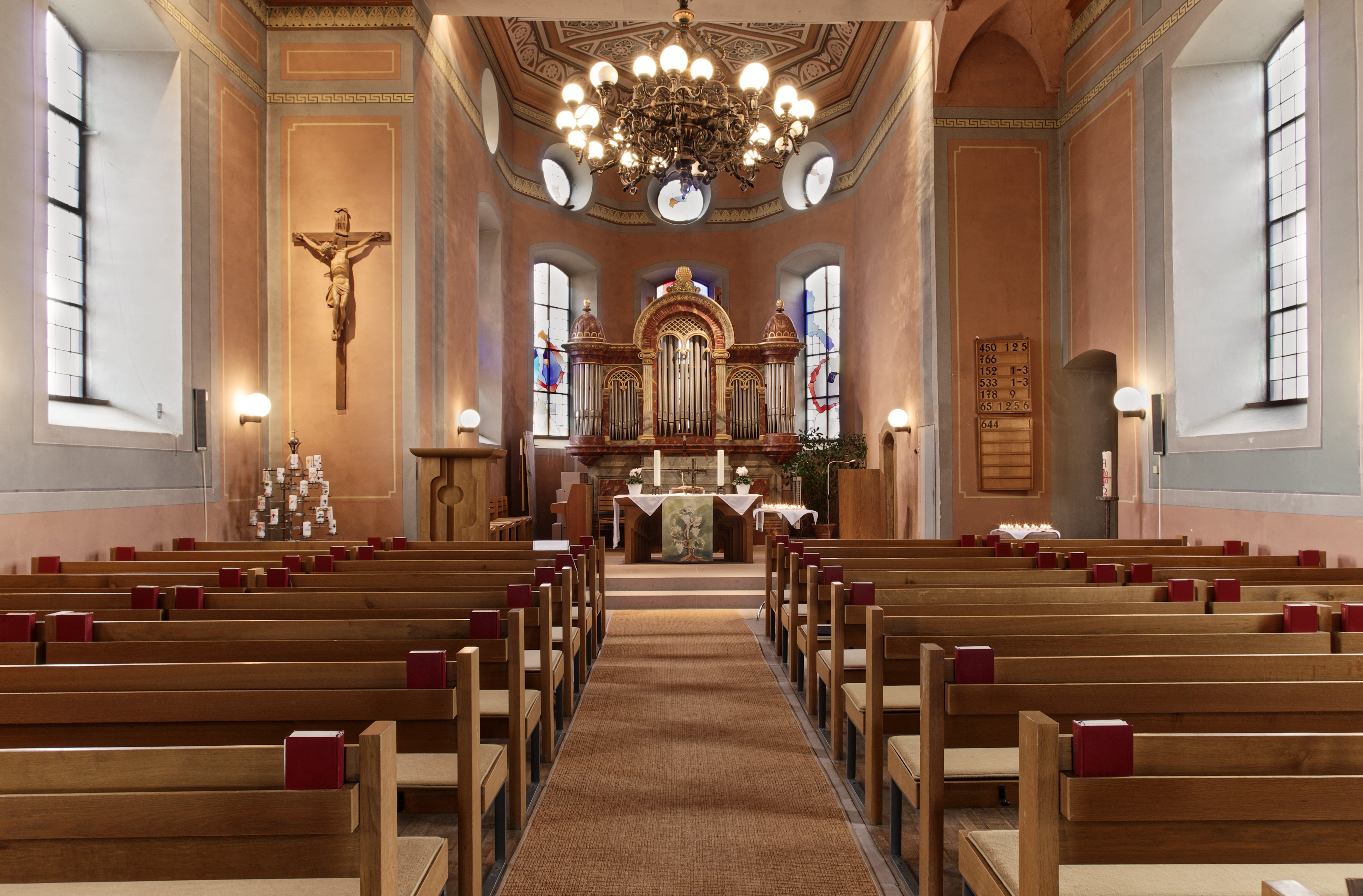
Symphoriankirche innen

Die ungefähr nach Osten orientierte Kirche ist ein schlichter mit einem Satteldach gedeckter Saalbau, an den ein eingezogener Chor des Vorgängerbaus mit Fünfachtelschluss stößt. An diesen Chor ist auf der Südseite der 36 Meter hohe Kirchturm mit seinem Spitzhelm angebaut.
Im Innern ist der Raum mit einer flachen ornamental bemalten Holzdecke nach oben abgeschlossen. Der Raum wird von großen Klarglas-Segmentbogenfenstern mit natürlichem Licht versehen. Im hinteren Teil der Kirche wird der Eingangsbereich von einer ausladenden Empore überspannt.
Orgel
Die Orgel befindet sich im Chor hinter dem Altar. Sie wurde 1878 von Orgelbauer Wilhelm Schwarz aus Überlingen als Opus 46 angefertigt und auf einer Empore hinter dem Altar aufgestellt. 1975 wurde die Empore abgetragen und die Orgel ebenerdig neu aufgestellt und bei dieser Gelegenheit von der Endinger Werkstatt Fischer & Krämer Orgelbau renoviert. 1996 nahm die Waldkircher Orgelbau Jäger & Brommer eine erneute Restaurierung vor. Das Instrument verfügt über zehn Register auf einem Manual und Pedal.

## Nachweise
1. ↑  Die Orgel der Symphoriankirche auf orgel-verzeichnis.de; hier auch die Disposition sowie zahlreiche Abbildungen von Orgel und Kirche

Koordinaten: 47° 58′ 53,36″ N, 7° 43′ 9″ O